# Nafoora
Nafoora är en flygplats i Libyen. Den ligger i den centrala delen av landet, 900 km sydost om huvudstaden Tripoli. Nafoora ligger 43 meter över havet.
Terrängen runt Nafoora är mycket platt.  Trakten runt Nafoora är nära nog obefolkad, med mindre än två invånare per kvadratkilometer. Trakten runt Nafoora är ofruktbar med lite eller ingen växtlighet.